# 鮑斯普里特冰磧
76°37′S 161°15′E / 76.617°S 161.250°E
鮑斯普里特冰磧（Bowsprit Moraine），是南極洲的冰磧，位於維多利亞地，處於康沃伊山脈的埃爾克霍恩嶺東北端，長2.8公里，現時由南極條約體系管理。